# 1817 en photographie
| Années de la photographie : 1814 - 1815 - 1816 - 1817 - 1818 - 1819 - 1820    |
| Décennies de la photographie : 1780 - 1790 - 1800 - 1810 - 1820 - 1830 - 1840 |

Cet article présente les faits marquants de l'année 1817 en photographie.

## Naissances
- 14 janvier : Félix Teynard, photographe français, mort le 28 août 1892.
- 23 janvier : Pompeo Pozzi, peintre et photographe italien, mort le 23 octobre 1888.
- 30 janvier : Charles-Louis Michelez, photographe français, mort le 21 mai 1894.
- 18 février : Ferdinand Mulnier, photographe français, mort le 17 juillet 1891.
- 5 mars : Jules Duboscq, ingénieur-opticien et photographe français, mort le 24 septembre 1886.
- 15 mars : Franziska Möllinger, photographe suisse, morte le 26 février 1880.
- 31 mars : Jules Géruzet, lithographe et photographe franco-belge, mort le 4 décembre 1874.
- 2 avril : Hugues Bidoit, photographe français, mort le 11 septembre 1890.
- 7 mai : Maurits Verveer, peintre et photographe néerlandais, mort le 23 mars 1903.
- 11 mai : Hugh Lyon Tennent (en), avocat et photographe écossais, mort le 22 juin 1874.
- 16 juin : Ildefonse Rousset, libraire, éditeur, journaliste et photographe français, mort le 31 mars 1878.
- 14 octobre : Marcus Thrane, journaliste, militant social et photographe norvégien, mort le 30 avril 1890.
- 8 novembre : Henry Hunt Snelling (en), éditeur et photographe américain, mort le 24 juin 1897.
- 10 novembre : Sixtus Armin Thon, peintre, lithographe et photographe allemand, mort le 26 septembre 1901.
- 17 décembre : Firmin Eugène Le Dien, photographe français, actif en Italie, mort le 28 juillet 1865.
- 31 décembre : Eugène Sevaistre, photographe français, actif en Espagne et en Italie, mort le 28 juin 1897.
- Date précise non renseignée ou inconnue : 
  - Geneviève Élisabeth Disdéri, photographe française, morte le 16 décembre 1878.
  - Anastas Jovanović, lithographe et photographe serbe, mort le 1er novembre 1899.
  - William Pumphrey (en), photographe britannique, mort en 1905.
  - George Shadbolt, botaniste, écrivain et photographe britannique, un ses pionniers de la macrophotographie, mort en 1901.
- Vers 1817
  - Marthine Lund (en), photographe norvégien, mort après 1870.